# Иларион Брегалнишки
Иларион (на македонска литературна норма: Иларион Брегалнички) е духовник на Македонската православна църква, брегалнишки митрополит от 2006 година.

## Биография
Роден е в 1973 година в Скопие, тогава в Югославия, днес в Северна Македония със светското име Ивица Серафимовски. След завършването на основното образование в Куманово, в 1989 година, се записва в Македонската православна семинария в Скопие и след завършването на петгодишния курс на обучение продължава образованието си в Богословския факултет на Скопския университет. На 9 октомври 1994 година е постриган за монах, а на следния 10 октомври е ръкоположен за йеродякон в манастира „Свети Наум“ край Охрид от Тимотей Дебърско-Кичевски.
В „Свети Наум“ престоява 1 година, а в 1995 година заедно с бъдещия архимандрит Партений възобновяват като първомонаси манастира „Свети Йоан Бигорски“, в който на 11 септември 1996 година митрополит Тимотей го ръкополага за йеромонах.
От 21 юни 1997 година митрополит Стефан Брегалнишки го прави старейшина на Лесновския манастир, а на 28 януари 1998 година – игумен на манастира.
На 7 април 2003 година в съборния храм „Свети Никола“ в Щип митрополит Агатангел Брегалнишки го прави архимандрит. В Лесновския манастир Иларион се опитва да възобнови духовния живот, да формира стабилно монашеско братство. Игуменът възобновява блясъка на манастира и манастирското стопанство.
На 22 юни 2006 година Светият синод на Македонската православна църква го избира за баргалски епископ и на 13 юли 2006 година е хиротонисан в „Свети Никола“ в Щип. На 22 август 2006 година Светият синод го избира за брегалнишки митрополит и е интронизиран на 19 октомври в „Свети Никола“. Живее с братството в Лесновския манастир.